# HMS Tiger (1913)
HMS Tiger (1913) là một tàu chiến-tuần dương được Hải quân Hoàng gia Anh Quốc chế tạo ngay trước Chiến tranh Thế giới thứ nhất, là chiếc duy nhất trong lớp của nó. Được chế tạo bởi hãng John Brown and Company tại Clydebank, Scotland và hạ thủy vào năm 1913, Tiger là chiếc tàu chiến-tuần dương có vỏ giáp mạnh nhất của Hải quân Hoàng gia vào lúc bắt đầu chiến tranh, cho dù nó vẫn đang được hoàn tất khi cuộc xung đột nổ ra. Con tàu được phân về Hải đội Tàu chiến-Tuần dương một trong suốt thời gian chiến tranh; đã tham gia trận Dogger Bank vào đầu năm 1915 cho dù vẫn còn đang chạy thử máy nên đã không thể hiện tốt. Sau đó nó tham gia Trận Jutland vào năm 1916, nơi nó là một trong những tàu chiến-tuần dương Anh bị bắn trúng nhiều nhất, cho dù nó chỉ bị hư hại nhẹ. Nó trải qua phần còn lại của cuộc chiến trong những cuộc tuần tra vô sự tại Bắc Hải, mặc dù đã hỗ trợ từ xa cho Trận Heligoland Bight thứ hai vào năm 1917.
Tiger là chiếc tàu chiến-tuần dương cũ nhất được Hải quân Hoàng gia giữ lại sau khi những giới hạn về trọng lượng tàu chiến của Hiệp ước Hải quân Washington có hiệu lực vào năm 1922. Nó trở thành một tàu huấn luyện tác xạ vào năm 1924, rồi gia nhập Hải đội Tàu chiến-Tuần dương vào năm 1929 khi soái hạm của đơn vị này, chiếc Hood, trải qua một đợt tái trang bị lâu dài. Khi Hood quay trở lại phục vụ vào năm 1931, Tiger được cho ngừng hoạt động và tháo dỡ vào năm 1932 theo những điều khoản của Hiệp ước Hải quân London năm 1930.

## Thiết kế và chế tạo
Tiger là chiếc tàu chiến-tuần dương duy nhất được phê duyệt cho Chương trình Chế tạo Hải quân 1911–1912, cho dù đã có đề nghị bổ sung thêm một chiếc chị em với nó, được đặt tên Leopard, trong Chương trình Hải quân 1912–1913, nhưng bị hoãn lại cho đến năm 1914 như một thành viên thứ sáu của lớp thiết giáp hạm Queen Elizabeth. Tuy nhiên tài liệu lưu trữ không ghi nhận có thêm chiếc tàu chiến-tuần dương nào khác được dự trù trước năm 1914.

### Đặc tính chung

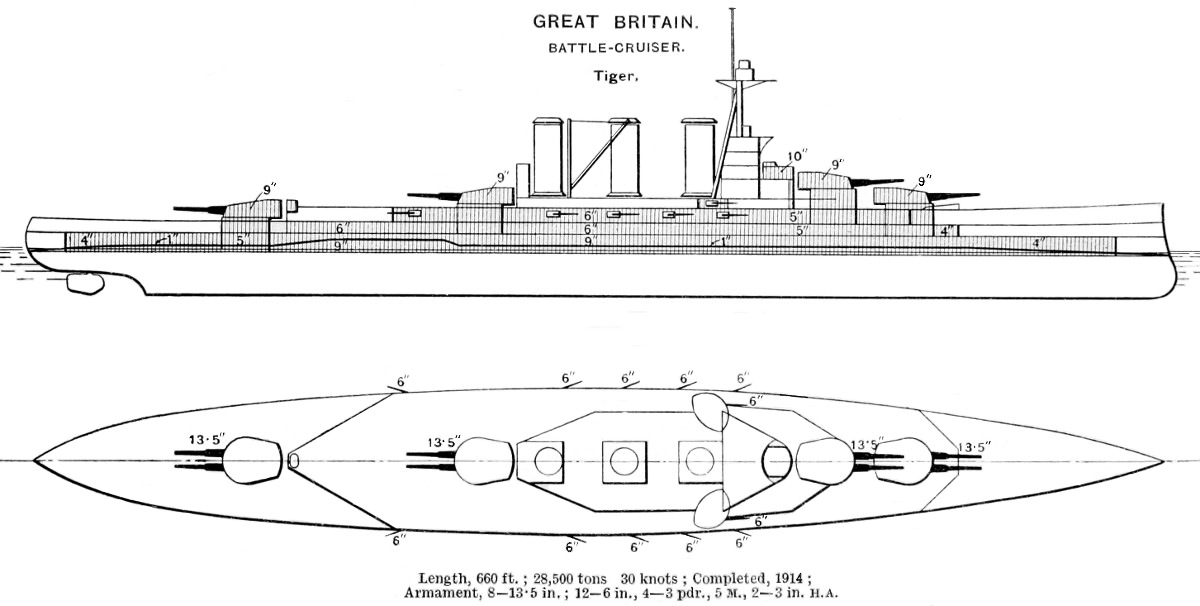
Sơ đồ chiếc HMS Tiger như được mô tả trong Niên giám Hải quân Brassey 1923; cột ăn-ten chính ở vị trí nguyên thủy phía trước

Tiger có chiều dài chung 704 foot (214,6 m), mạn thuyền rộng 90 foot 6 inch (27,6 m) và độ sâu của mớn nước trung bình là 32 foot 5 inch (9,88 m) khi đầy tải nặng. Con tàu có trọng lượng choán nước bình thường là 28.430 tấn Anh (28.890 t) và lên đến 33.260 tấn Anh (33.790 t) khi đầy tải nặng. Mặc dù Tiger chỉ dài hơn 4 foot (1,2 m) và rộng hơn 1 foot 5 inch (0,4 m) so với chiếc tàu chiến-tuần dương Queen Mary dẫn trước, nó lại có trọng lượng choán nước nặng hơn 2.000 tấn Anh (2.000 t) so với con tàu cũ. Nó có một chiều cao khuynh tâm 6,1 foot (1,9 m) khi đầy tải.

### Động lực
Tiger có hai bộ turbine hơi nước Parsons dẫn động trực tiếp được đặt trong các phòng động cơ riêng biệt. Mỗi bộ bao gồm một cặp turbine áp lực cao phía trước và phía sau dẫn động trục phía ngoài, cùng một cặp turbine áp lực thấp phía trước và phía sau dẫn động trục phía trong. Các chân vịt ba cánh của nó có đường kính 13 foot 6 inch (4,11 m). Hệ thống cung cấp hơi nước bao gồm 39 nồi hơi ống nước Babcock and Wilcox bố trí trong 5 phòng nồi hơi với áp lực hoạt động 235 psi (1.620 kPa; 17 kgf/cm2). Các turbine được thiết kế để cung cấp công suất 85.000 mã lực càng (63.000 kW), và tối đa có thể đạt 108.000 shp (81.000 kW); nhưng chỉ đạt đến 104.635 shp (78.026 kW) khi chạy thử máy, mặc dù nó chỉ vừa suýt soát đạt đến tốc độ thiết kế 29 hải lý trên giờ (54 km/h; 33 mph).
Trữ lượng nhiên liệu của Tiger gồm 3.800 tấn Anh (3.900 t) dầu đốt và 3.340 tấn Anh (3.390 t) than, lên đến tổng cộng 7.140 tấn Anh (7.250 t), khá thuận lợi khi so sánh với trữ lượng của Queen Mary 4.800 tấn Anh (4.900 t). Sử dụng số liệu duy nhất (không chính thức) về mức độ tiêu hao nhiên liệu hằng ngày của Tiger là 1.245 tấn Anh (1.265 t) ở tốc độ 24 hải lý trên giờ (44 km/h; 28 mph), có thể tính toán ra được rằng nó có tầm xa hoạt động tối đa 3.300 hải lý (6.100 km; 3.800 mi); trong khi con số tương đương của Queen Mary là khoảng 2.400 hải lý (4.400 km; 2.800 mi). Bốn dynamo phát điện một chiều cung cấp một công suất 750 kw ở mực điện thế 220 volt.

### Vũ khí
Tiger trang bị tám khẩu pháo BL 13,5 in (340 mm) Mk V bố trí trên bốn tháp pháo nòng đôi vận hành bằng thủy lực, được đặt tên 'A', 'B', 'Q' và 'Y' từ trước ra sau. Các khẩu pháo có thể hạ đến góc −3° và nâng lên đến 20°, cho dù bộ kiểm soát hỏa lực điều khiển tháp pháo bị giới hạn ở góc nâng tối đa 15° 21', cho đến khi được trang bị lăng kính ngắm siêu nâng ngay trước trận Jutland vào tháng 5 năm 1916 để có thể ngắm ở góc nâng tối đa. Chúng bắn ra đạn pháo nặng 1.400 pound (635 kg) ở lưu tốc đầu đạn 2.582 ft/s (787 m/s). Ở góc nâng 14,75°, tầm bắn xa của loại đạn pháo xuyên thép (AP) đạt được 20.000 yd (18.288 m); và ở góc nâng 20°, tầm bắn xa được mở rộng đến 23.740 yd (21.708 m). Tốc độ bắn của các khẩu pháo này là 1,5–2 quả đạn pháo mỗi phút. Con tàu mang theo tổng cộng 1.040 quả đạn pháo trong thời chiến, 130 quả cho mỗi khẩu pháo.

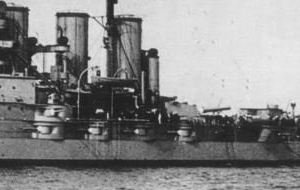
Khẩu đội pháo 6 inch bên mạn trái dưới ống khói ngay phía sau tháp pháo Q

Để tự bảo vệ chống lại các tàu phóng lôi, Tiger được trang bị mười hai khẩu BL 6 in (150 mm) Mk VII, đặt trong các tháp pháo ụ. Các khẩu pháo có thể hạ đến góc −7° và nâng lên đến 14°. Chúng bắn ra đạn pháo nặng 100 pound (45 kg) ở lưu tốc đầu đạn 2.775 ft/s (846 m/s) và tầm xa tối đa 14.600 yd (13.400 m) ở góc nâng 14°. Tốc độ bắn của chúng là 5–7 phát mỗi phút. Mỗi khẩu pháo được cung cấp 120 quả đạn.
Con tàu được trang bị một cặp pháo phòng không kiểu QF 3 inch 20 cwt trên một bệ góc cao Mark II, có khả năng hạ đến 10° và nâng tối đa lên đến 90°. Nó bắn ra đạn pháo nặng 12,5 pound (5,7 kg) với lưu tốc đầu đạn 2.500 ft/s (760 m/s) và tốc độ 12–14 viên mỗi phút. Trần bắn hiệu quả của kiểu pháo này là 23.500 ft (7.163 m). Nguyên thủy Tiger mang theo 300 quả đạn cho mỗi khẩu, nhưng trong chiến tranh bị giảm xuống còn 150 quả mỗi khẩu.
Bốn ống phóng ngư lôi ngầm 21 inch (530 mm) được trang bị bên mạn tàu, một cặp bên mạn phải và một cặp bên mạn trái, trước tháp pháo 'A' và sau tháp pháo 'X'. Chiếc tàu chiến-tuần dương mang theo 20 ngư lôi 21 inch Mk II*** có đầu đạn chứa 515 pound (234 kg) thuốc nổ TNT. Tầm xa của chúng là 4.500 thước Anh (4.115 m) ở tốc độ 45 hải lý trên giờ (83 km/h; 52 mph) hoặc 10.750 thước Anh (9.830 m) ở tốc độ 31 hải lý trên giờ (57 km/h; 36 mph).

### Kiểm soát hỏa lực
Dàn pháo chính của Tiger được kiểm soát từ cả hai bộ kiểm soát hỏa lực chính và phụ. Bộ kiểm soát hỏa lực chính được đặt trên nóc cột ăn-ten trước, và bộ phụ đặt trên cấu trúc thượng tầng phía sau trong tháp điều khiển ngư lôi. Dữ liệu đo được từ máy đo tầm xa Argo 9 foot (2,7 m) trong một vỏ giáp bảo vệ đặt bên trên tháp chỉ huy được nạp vào một bộ Argo Clock Mk IV (một máy tính cơ khí kiểm soát hỏa lực) đặt trong trạm truyền tin bên dưới tháp chỉ huy dưới mực nước, nơi chúng được biên dịch thành dữ liệu tầm xa và độ lệch được các khẩu pháo sử dụng. Một bộ Dumaresq Mark VII* đặt trên tháp bọc thép xoay theo mục tiêu để cung cấp thông tin về phương vị cho trạm truyền tin giúp vào việc định vị và tính toán. Một trạm truyền tin thứ hai được trang bị cho dàn pháo hạng hai của con tàu, cho dù hai bộ điều khiển hỏa lực cho các khẩu pháo này, một bộ cho mỗi bên mạn, chỉ được trang bị vào năm 1915.
Kỹ thuật kiểm soát hỏa lực tiến bộ nhanh chóng vào những năm ngay trước thế chiến, và việc phát triển hệ thống định hướng hỏa lực là một sự phát triển đáng kể. Nó bao gồm bộ kiểm soát hỏa lực đặt trên cao của con tàu, cung cấp bằng điện góc nâng và góc xoay của tháp pháo bằng con trỏ, và các pháo thủ làm theo chỉ dẫn đó. Các khẩu pháo được bắn đồng thời, giúp vào việc quan sát điểm rơi của đạn pháo cũng như hạn chế ảnh hưởng của sự chòng chành con tàu trên sự phân tán của đạn pháo.
Trong chiến tranh các máy đo tầm xa của Tiger được gia tăng cả về số lượng lẫn kích cỡ. Đến cuối chiến tranh, các tháp pháo 'A' và 'Q' trang bị máy đo tầm xa 25 foot (7,6 m), trong khi tháp pháo 'X', nóc bọc thép bên trên tháp chỉ huy (còn gọi là tháp điều khiển pháo) và tháp điều khiển ngư lôi có máy đo tầm xa 15 foot (4,6 m). Một máy đo tầm xa 12 foot (3,7 m) đặt trên đỉnh cột ăn-ten trước và ba máy đo tầm xa 9 foot (2,7 m) trang bị cho tháp pháo 'B', tháp điều khiển pháo và bên trên bệ la bàn. Một máy đo tầm xa góc cao 6 foot 6 inch (2,0 m) cũng được bố trí trên nóc cấu trúc thượng tầng phía trước dành cho các khẩu súng phòng không.

### Vỏ giáp

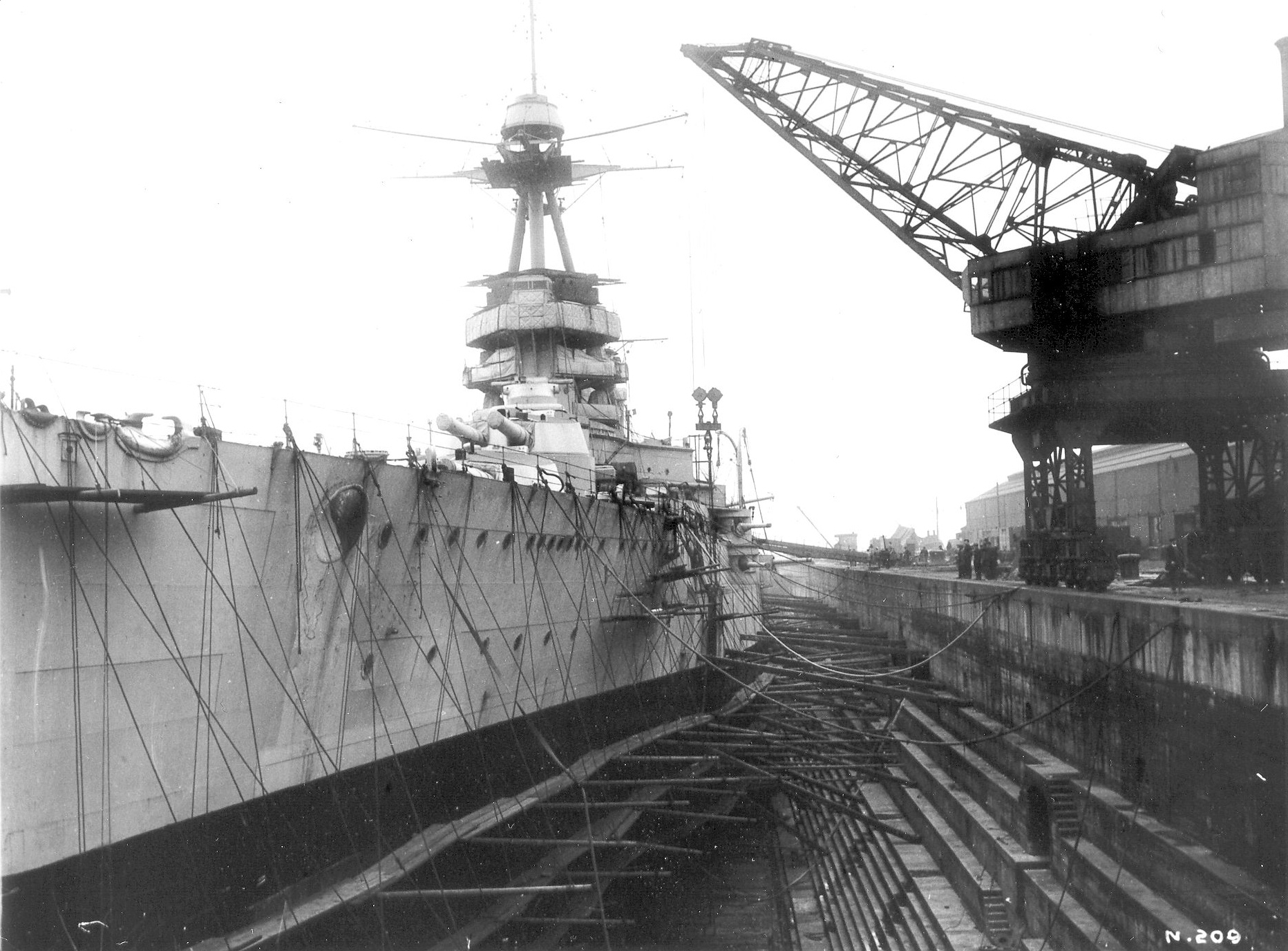
Tiger trong ụ tàu tại Rosyth trong đợt tái trang bị 1916–1917

Sơ đồ vỏ giáp bảo vệ cho Tiger tương đương như của Queen Mary. Đai giáp ở mực nước làm bằng vỏ giáp Krupp dày đến 9 inch (229 mm) ở giữa tàu, được vuốt mỏng còn 4 inch (102 mm) về phía hai đầu con tàu, nhưng không đến tận mũi và đuôi. Độ sâu của đai giáp bên dưới mực nước giảm còn 36–27 inch (914–686 mm), mặc dù một đường ván bằng vỏ giáp dày 3 inch (76 mm) và cao 3 foot 9 inch (1,14 m) được bổ sung bên dưới đai giáp, kéo dài từ phía trước bệ tháp pháo 'A' đến phía sau bệ tháp pháo 'B'. Nó dựa trên cấu trúc được sử dụng trên chiếc tàu chiến-tuần dương Nhật Bản Kongo, ảnh hưởng về thiết kế duy nhất đối với Tiger được ghi nhận từ kỹ thuật đóng tàu của Nhật.
Giống như Queen Mary và những chiếc thuộc lớp Lion, con tàu còn có một đai giáp trên với độ dày tối đa 6 inch (152 mm) trên cùng chiều dài với phần dày nhất của đai giáp ở mực nước, giảm còn 5 inch (127 mm) ngang với các tháp pháo tận cùng. Tuy nhiên, không giống các con tàu trên, Tiger còn có đường ván bổ sung dày 6 inch (152 mm) bên trên đai giáp trên để bảo vệ dàn pháo hạng hai. Các vách ngăn dày 4 inch (102 mm) đóng lại hai đầu của thành trì bọc thép. Thép tấm có độ co giãn cao được sử dụng cho các hầm tàu; sàn bọc thép dưới nói chung chỉ dày 1–1,5 inch (25–38 mm).
Các tháp pháo chính có mặt trước và mặt hông dày 9 in (230 mm), và lớp vỏ nóc dày 2,5–3,25 inch (64–83 mm). Bệ tháp pháo được bảo vệ bởi vỏ giáp dày 8–9 inch (203–229 mm) bên trên thành trì, nhưng giảm còn 3–4 inch (76–102 mm) bên trong thành trì. Tháp chỉ huy chính dày 10 inch (254 mm) và có nóc dày 3–4 inch (76–102 mm); thành của các ống liên lạc dày 3–4 inch (76–102 mm). Tháp chỉ huy phía sau được bảo vệ bởi vách dày 6 inch và 3 inch thép đúc trên nóc. Vách ngăn chống ngư lôi bằng thép co giãn cao dày 1,5–2,5 inch (38–64 mm) được đặt ngang các hầm đạn và phòng đạn pháo. Sau khi Trận Jutland bộc lộ sự mong manh của con tàu đối với đạn pháo bắn tới, một lớp vỏ giáp bổ sung nặng khoảng 295 tấn Anh (300 t) được tăng cường cho sàn tàu bên trên hầm đạn, nóc tháp pháo và các vách ngăn phân cách các khẩu pháo 6 inch.

### Chế tạo
Tiger được đặt lườn tại xưởng tàu của hãng John Brown and Company ở Clydebank vào ngày 6 tháng 6 năm 1912. Nó được hạ thủy vào ngày 15 tháng 12 năm 1913 và đưa ra hoạt động cùng Hải quân Hoàng gia vào ngày 3 tháng 10 năm 1914. Con tàu vẫn đang trong quá trình hoàn tất khi Chiến tranh Thế giới thứ nhất nổ ra vào tháng 8 năm 1914.

## Lịch sử hoạt động

### Tham gia Chiến tranh Thế giới thứ nhất
Vào ngày 3 tháng 8 năm 1914, Đại tá Hải quân Henry Bertram Pelly được chỉ định chỉ huy chiếc tàu chiến chưa hoàn tất. Đô đốc David Beatty, Tư lệnh Hải đội Tàu chiến-Tuần dương 1, mô tả Pelly là "một người rất đáng mến, nhưng quan trọng nhất vào lúc này, là một sĩ quan rất có năng lực". Sau trận Coronel và việc bố trí bốn tàu chiến-tuần dương vào nhiệm vụ săn đuổi Hải đội Đông Á Đức Quốc, Tiger được lệnh cắt ngắn chuyến đi bắn thử ngoài khơi Berehaven và được đưa ra hoạt động cùng Hải đội Tàu chiến-Tuần dương 1 hai tháng sau đó, vào ngày 3 tháng 10, bắt đầu các công việc huấn luyện. Beatty mô tả tình trạng của Tiger cho Thứ trưởng bộ Hải quân, Thủy sư Đô đốc Lord Jackie Fisher như là "...chưa phù hợp để chiến đấu. Ba trong số bốn dynamo của nó không thể hoạt động trong một thời gian không xác định, việc huấn luyện bị ngăn trở bởi thời tiết xấu, vốn có thể kéo dài thêm nhiều tuần vào mùa này trong năm,... nó hiện tại ở trong tình trạng chưa chuẩn bị và không hiệu quả."

### Trận Dogger Bank
Ngày 23 tháng 1 năm 1915, một lực lượng tàu chiến-tuần dương Đức dưới quyền chỉ huy của Đô đốc Franz von Hipper lên đường để quét sạch khu vực Dogger Bank khỏi mọi tàu đánh cá hay tàu nhỏ của Anh vốn có thể hiện diện để thu thập tin tức tình báo về các hoạt động của phía Đức. Tuy nhiên, người Anh đã đọc được các bảng mã của đối phương, nên một lực lượng lớn các tàu chiến-tuần dương Anh dưới quyền chỉ huy của Đô đốc Beatty đã ra khơi để đánh chặn. Cuộc tiếp xúc đầu tiên diễn ra lúc 07 giờ 20 phút ngày 24 tháng 1, khi tàu tuần dương hạng nhẹ Anh Arethusa phát hiện tàu tuần dương hạng nhẹ Đức Kolberg. Đến 07 giờ 35 phút, phía Đức nhìn thấy lực lượng của Beatty, và Hipper ra lệnh bẻ lái về phía Nam với tốc độ 20 hải lý trên giờ (37 km/h; 23 mph), tin rằng đủ nhanh nếu như đối phương ở về phía Tây Bắc của ông là những thiết giáp hạm Anh, và ông luôn luôn có khả năng tăng lên tốc độ tối đa 23 hải lý trên giờ (43 km/h; 26 mph) của Blücher nếu như đó là các tàu chiến-tuần dương Anh.
Beatty ra lệnh cho các tàu chiến-tuần dương của mình mở hết tốc độ có thể để bắt kịp các tàu chiến Đức trước khi chúng chạy thoát. Những chiếc dẫn đầu, Lion, Princess Royal và Tiger, đạt đến 27 hải lý trên giờ (50 km/h; 31 mph) khi truy đuổi, và Lion khai hỏa lúc 08 giờ 52 phút ở khoảng cách 20.000 thước Anh (18.000 m). Các tàu khác tiếp nối vài phút sau đó, nhưng do ảnh hưởng bởi khoảng cách quá xa và tầm nhìn bị giảm sút, chỉ có thể bắn trúng Blücher phát đầu tiên lúc 09 giờ 09 phút. Bản thân các tàu chiến-tuần dương Đức nổ súng lúc 09 giờ 11 phút ở khoảng cách 18.000 thước Anh (16.000 m), và tập trung hỏa lực vào chiếc Lion. Đến 09 giờ 35 phút, Beatty ra lệnh "Đối đầu với tàu tương đương trong hàng chiến trận đối phương", nhưng Đại tá Pelly, tin rằng Indomitable đã giao chiến cùng với Blücher, nên đã bắn vào Seydlitz giống như chiếc Lion đã làm, để lại Moltke không bị kháng cự và vẫn có thể tiếp tục bắn vào Lion mà không gặp khó khăn.

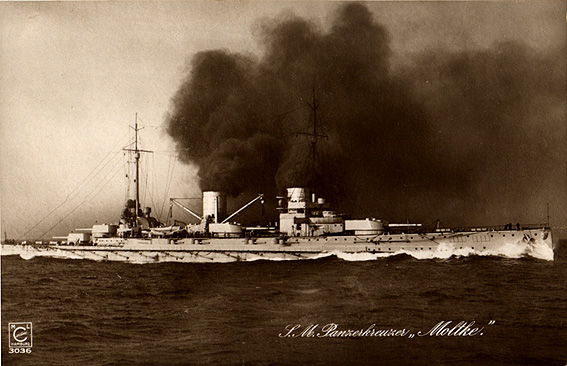
SMS Moltke trên đường đi trong một bưu ảnh trước chiến tranh

Vào lúc đó Blücher đã bị hư hại nặng bởi hỏa lực của tất cả các tàu chiến-tuần dương Anh; tốc độ của nó giảm xuống còn 17 hải lý trên giờ (31 km/h; 20 mph) và bánh lái bị kẹt. Beatty ra lệnh cho Indomitable tấn công nó lúc 10 giờ 48 phút; sáu phút sau Beatty trông thấy cái mà ông nghĩ là kinh tiềm vọng của một tàu ngầm bên mạn phải, nên ra lệnh bẻ lái 90° ngay lập tức sang mạn trái để tránh tàu ngầm, cho dù ông đã không giương cờ hiệu "cảnh báo tàu ngầm" do hầu hết dây treo tín hiệu của Lion đã bị bắn bay mất. Hầu như ngay sau đó, Lion bị hỏng chiếc dynamo còn lại do bị tràn nước, làm mất điện và ánh sáng toàn bộ con tàu. Ông ra lệnh "Chuyển hướng Đông Bắc" lúc 11 giờ 02 phút để đưa các con tàu quay lại đuổi theo Hipper. Ông cũng giương hiệu lệnh "Tấn công đoạn hậu đối phương" trên một dây treo tín hiệu khác cho dù không có liên quan gì giữa hai tín hiệu trên. Điều này đã khiến Chuẩn Đô đốc Sir Gordon Moore, tạm thời chỉ huy trên chiếc New Zealand, nghĩ rằng tín hiệu này có nghĩa là tấn công Blücher, vốn cách khoảng 8.000 thước Anh (7.300 m) về hướng Đông Bắc; nên họ đã tách khỏi việc truy đuổi lực lượng chủ lực của Hipper để tấn công Blücher. Beatty cố gắng sửa chữa sai lầm, nhưng ông tụt lại phía sau cách xa các tàu chiến-tuần dương dẫn đầu, nên các tín hiệu của ông không thể đọc được giữa làn khói đạn pháo và sương mù dày đặc.
Beatty chuyển cờ hiệu của mình sang tàu khu trục Attack lúc 11 giờ 50 phút, và đuổi theo các tàu chiến-tuần dương của mình. Ông bắt kịp chúng không lâu trước khi Blücher bị chìm và chuyển sang chiếc Princess Royal lúc 12 giờ 20 phút. Ông ra lệnh tiếp tục truy đuổi các tàu chiến-tuần dương Đức, nhưng đã hủy bỏ mệnh lệnh khi rõ ràng là đã phí mất quá nhiều thời gian vào việc đánh chìm Blücher, các con tàu của Hipper có thể về đến vùng biển của Đức trước khi lực lượng Anh có thể bắt kịp. Lion hướng về vùng biển nhà với vận tốc 10 hải lý trên giờ (19 km/h; 12 mph), khi các tàu chiến-tuần dương còn lại bắt kịp nó vào khoảng 12 giờ 45 phút.
Trong quá trình trận chiến, Tiger bị bắn trúng sáu phát đạn pháo Đức, nghiêm trọng nhất là một quả đạn 28 xentimét (11 in) phát nổ bên trên nóc tháp pháo 'Q'. Mặc dù hầu hết sức mạnh của vụ nổ đã bị chệch hướng bên trên, mảnh đạn pháo đã xuyên thủng nóc tháp pháo, làm hư hại khóa nòng và gây kẹt cơ cấu quay tháp pháo, loại nó khỏi hoạt động. Mười người đã thiệt mạng trong trận chiến, cùng 11 người khác bị thương. Tiger hoàn tất việc sửa chữa vào ngày 8 tháng 2. Giống như các tàu chiến-tuần dương còn lại, hỏa lực của bản thân Tiger nhanh nhưng không chính xác, chỉ bắn trúng hai trong tổng số 355 quả đạn pháo 13,5 inch (340 mm) mà nó bắn ra. Hoạt động của nó đã được các sĩ quan lãnh đạo cao cấp của Hải quân Hoàng gia ghi nhận và bình luận.
Lord Fisher đã viết các dòng sau: "Việc tác xạ của Tiger tỏ ra rất tệ vào ngày 24 tháng 1, nó cần phải được thực hành nhiều"; và Đại tá Pelly bị mô tả như một "kẻ nhát gan" (poltroon). Trong một bản ghi nhớ đề ngày 11 tháng 2 năm 1915, Beatty giải thích cho Pelly về việc hiểu sai các mệnh lệnh, phân tích các hoạt động của Tiger trong trận đánh và so sánh với các con tàu khác. Dù sao đoạn cuối cùng của bản ghi nhớ lại mang một tinh thần hòa giải: "Khi đưa ra những nhận xét này, tôi không có ý định khiển trách dưới bất kỳ hình thức nào. Tôi biết rõ một con tàu vừa mới đi vào hoạt động phải đương đầu với nhiều khó khăn trong trận đánh đầu tiên của nó, và tôi sẵn lòng dung thứ cho chúng. Mục đích chính của tôi là nhằm đảm bảo hoạt động tiếp theo của chúng ta sẽ hoàn toàn thành công." Con tàu trải qua một đợt tái trang bị vào tháng 12 năm 1915.

### Trận Jutland

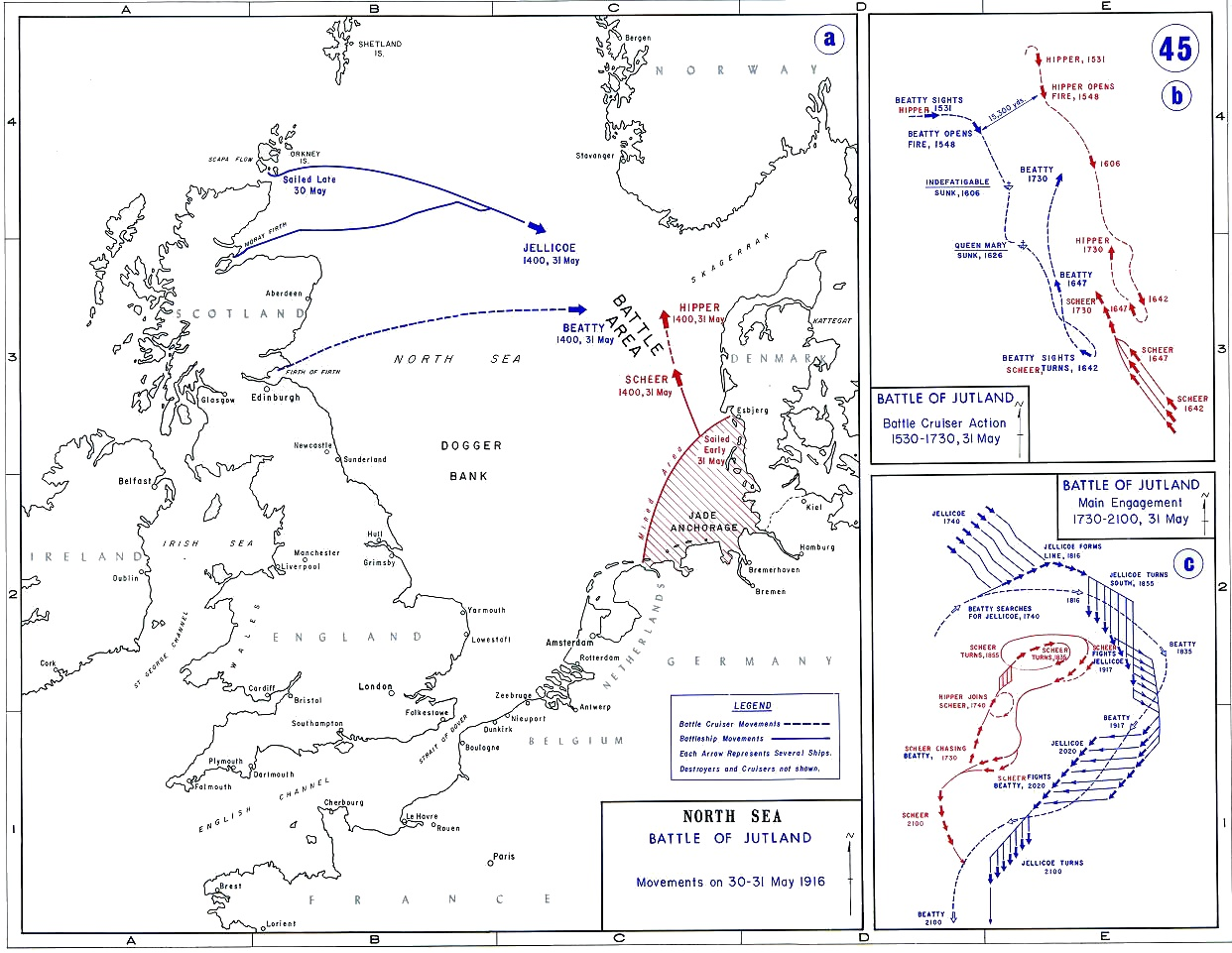
Sơ đồ trận Jutland mô tả các cuộc di chuyển chủ yếu

Ngày 31 tháng 5 năm 1916, Tiger cùng với phần còn lại của Hải đội Tàu chiến-Tuần dương 1 dưới quyền chỉ huy chung của Đô đốc Beatty ra khơi để đánh chặn một cuộc tiến quân của Hạm đội Biển khơi Đức vào Bắc Hải. Người Anh đã có thể giải mã các thông điệp vô tuyến của Đức, và đã rời căn cứ trước khi Hạm đội Đức ra khơi. Các tàu chiến-tuần dương của Hipper đã nhìn thấy Hải đội Tàu chiến-Tuần dương Anh về phía Tây lúc 15 giờ 20 phút, nhưng các con tàu của Beaty đã không nhìn thấy đối thủ ở phía Đông cho đến 15 giờ 30 phút. Hai phút sau, Beaty ra lệnh đổi hướng về phía Đông Đông Nam chắn ngang đường rút lui của Hạm đội Đức và truyền lệnh sẵn sàng tác chiến. Hipper ra lệnh cho các con tàu dưới quyền bẻ lái sang mạn phải, tách xa lực lượng Anh, hầu như 180°, theo hướng Đông Nam, và giảm tốc độ xuống còn 18 hải lý trên giờ (33 km/h; 21 mph), cho phép ba tàu tuần dương hạng nhẹ thuộc Đội tuần tiễu 2 có thể bắt kịp. Với cú đổi hướng này, Hipper quay trở lại thành phần chủ lực của Hạm đội Biển khơi, lúc đó còn cách 60 dặm (97 km) về phía sau. Vào khoảng thời gian này, Beatty đổi hướng về phía Đông, vì rõ ràng là ông ở quá xa về phía Bắc để có thể cắt ngang hướng đi của Hipper.
Đến đây bắt đầu một quá trình được đặt tên là đợt "Chạy về phía Nam" khi Beatty đổi hướng sang Đông Đông Nam lúc 15 giờ 45 phút, song song với hướng đi của Hipper, giờ đây ở khoảng cách dưới 18.000 thước Anh (16.000 m). Phía Đức khai hỏa trước tiên lúc 15 giờ 48 phút, và được phía Anh đáp trả. Các con tàu Anh vẫn đang còn trong quá trình đổi hướng, chỉ có hai chiếc dẫn đầu Lion và Princess Royal ổn định được hướng đi khi các tàu Đức nổ súng. Hải đội Tàu chiến-Tuần dương 1 được bố trí đội hình bậc thang sang bên phải, với Tiger ở về phía đuôi và tận cùng ở phía Tây, gần nhất so với lực lượng Đức. Cũng giống như Queen Mary, Tiger đã lỡ mất thứ tự phân công hỏa lực của Beatty, nhắm vào Moltke thay vì Seydlitz như Beatty đã dự định. Hỏa lực của phía Đức khá chính xác ngay từ đầu, khi Tiger bị Moltke bắn trúng sáu phát chỉ trong vòng bảy phút đầu tiên; cho dù hai phát bắn trúng tạm thời làm vô hiệu hóa cả hai tháp pháo 'Q' và 'X', nó vẫn không chịu hư hại nào thực sự đáng kể. Đến 15 giờ 54 phút, khoảng cách giữa hai bên được rút ngắn xuống còn 12.900 thước Anh (11.800 m), và Beatty ra lệnh bẻ lái 2 point (22,5°) sang mạn phải để gia tăng khoảng cách giữa hai bên lúc 15 giờ 57 phút.
Khoảng cách giữa hai bên lại dần dần gia tăng cho đến lúc khoảng cách giữa các con tàu Anh và Đức trở nên quá xa để có thể bắn chính xác, nên Beatty đổi hướng 4 point (45°) sang mạn trái để rút ngắn khoảng cách từ 16 giờ 12 phút đến 16 giờ 15 phút. Đến 16 giờ 25 phút, khoảng cách được rút ngắn xuống còn 14.400 thước Anh (13.200 m), và Beatty ra lệnh bẻ lái 2 point sang mạn phải để gia tăng khoảng cách một lần nữa. Vào khoảng thời gian này, Queen Mary bị bắn trúng nhiều lần liên tiếp và hầm đạn phía trước của nó nổ tung. Đang đi ngay phía sau nó với khoảng cách chỉ có 500 thước Anh (460 m), Tiger buộc phải bẻ hết lái sang mạn trái để tránh va chạm với xác tàu đang đắm. Đến 16 giờ 30 phút, tàu tuần dương hạng nhẹ Southampton, đi trinh sát phía trước các tàu chiến của Beatty, nhìn thấy các đơn vị của Hạm đội Biển khơi hướng lên phía Bắc với tốc độ tối đa. Ba phút sau, nó trông thấy cột ăn-ten của các thiết giáp hạm dưới quyền Phó Đô đốc Reinhard Scheer, nhưng đã chần chừ không báo cáo cho đến năm phút sau. Beatty tiếp tục tiến về phía Nam thêm hai phút nữa để xác định báo cáo về đối phương trước khi ra lệnh cho lực lượng dưới quyền quay lên phía Bắc. Vào lúc này Tiger bị bắn trúng tổng cộng 17 lần, tất cả ngoại trừ một đều bởi Moltke, nhưng nó vẫn còn khả năng chiến đấu.
Các tàu chiến-tuần dương Đức cũng quay mũi sang hướng Bắc để truy đuổi, nhưng các con tàu của Beatty duy trì tốc độ tối đa, dần dần vượt ra khỏi tầm bắn. Các tàu chiến-tuần dương Anh hướng lên phía Bắc, rồi Đông Bắc, tìm cách gặp gỡ thành phần chủ lực của Hạm đội Grand, và đến 17 giờ 40 phút lại nổ súng vào đối thủ Đức. Ánh sáng ngược khi mặt trời lặn đã che mắt các pháo thủ Đức nên họ không thể xác định các con tàu Anh, và đổi sang hướng Đông Bắc lúc 17 giờ 47 phút. Beatty dần dần chuyển về hướng Đông để các con tàu của ông có thể bảo vệ Hạm đội Grand trong khi nó đang được bố trí thành đội hình chiến trận; nhưng ông đã tính toán sai thời gian việc cơ động của mình, buộc các đơn vị Anh dẫn đầu cơ động tách xa khỏi lực lượng Đức. Lúc 18 giờ 35 phút, Beatty đi theo sau Hải đội Tàu chiến-Tuần dương 3 khi chúng dẫn đầu Hạm đội Grand về hướng Đông Đông Nam, và tiếp tục đối đầu với các tàu chiến-tuần dương của Hipper về phía Tây Nam. Vài phút trước đó, Scheer đã ra lệnh một cú đổi hướng đồng loạt 180° sang mạn phải, và Beatty mất dấu đối phương trong làn sương mù. Lúc 18 giờ 44 phút, Beatty đổi hướng các con tàu của mình sang hướng Đông Nam, rồi sang Nam Đông Nam bốn phút sau đó, để tìm kiếm lực lượng của Hipper. Sau đó ông ra lệnh cho hai chiếc tàu còn lại của Hải đội Tàu chiến-Tuần dương 3 chiếm lấy vị trí phía sau New Zealand, vốn đã giảm tốc độ xuống còn 18 hải lý trên giờ (33 km/h; 21 mph) và đổi hướng về phía Nam để ở gần Hạm đội Grand. Vào lúc này con quay la bàn của Lion bị hỏng, và nó cùng rất cả các tàu chiến-tuần dương theo sau đi hết một vòng tròn rộng trước khi bánh lái của nó được kiểm soát trở lại. Đến 18 giờ 55 phút, Scheer ra lệnh một cú đổi hướng 180° khác, đưa các con tàu Đức vào một hướng đi hội tụ để đối đầu với Hạm đội Grand. Tuy nhiên, phía Anh đã chuyển hướng về phía Nam, cho phép Hạm đội Grand cắt ngang chữ T lực lượng của Scheer và gây hư hại cho các tàu chiến Đức dẫn đầu. Scheer ra lệnh một cú đổi hướng 180° nữa lúc 19 giờ 13 phút, giải thoát Hạm đội Biển khơi khỏi cái bẫy mà sự cơ động của ông đã tạo ra.
Phía Anh mất dấu các con tàu Đức cho đến khi Castor phát hiện khói ở hướng Tây Tây Bắc lúc 20 giờ 05 phút, rồi giao chiến cùng với nhiều tàu phóng lôi Đức. Nghe thấy tiếng súng, Beatty ra lệnh cho các tàu dưới quyền quay mũi sang hướng Tây, và phát hiện các tàu chiến-tuần dương Đức chỉ cách có 8.500 thước Anh (7.800 m). Inflexible nổ súng lúc 20 giờ 20 phút, được nối tiếp hầu như ngay lập tức bởi các tàu chiến-tuần dương còn lại. Không lâu sau 20 giờ 30 phút, các thiết giáp hạm tiền-dreadnought thuộc Hải đội Chiến trận 2 dưới quyền Chuẩn Đô đốc Mauve bị phát hiện; chúng đấu pháo với các tàu chiến-tuần dương Anh chỉ trong một chốc trước khi quay mũi về phía Tây do tầm nhìn kém và hỏa lực của phía Anh tỏ ra chính xác hơn, rồi biến mất vào làn sương mù lúc khoảng 20 giờ 40 phút. Các tàu chiến-tuần dương của Beatty di chuyển theo hướng Nam Đông Nam, dẫn trước cả Hạm đội Grand lẫn Hạm đội Biển khơi, cho đến khi có mệnh lệnh đổi hướng quay về nhà lúc 02 giờ 55 phút rạng sáng ngày 1 tháng 6.

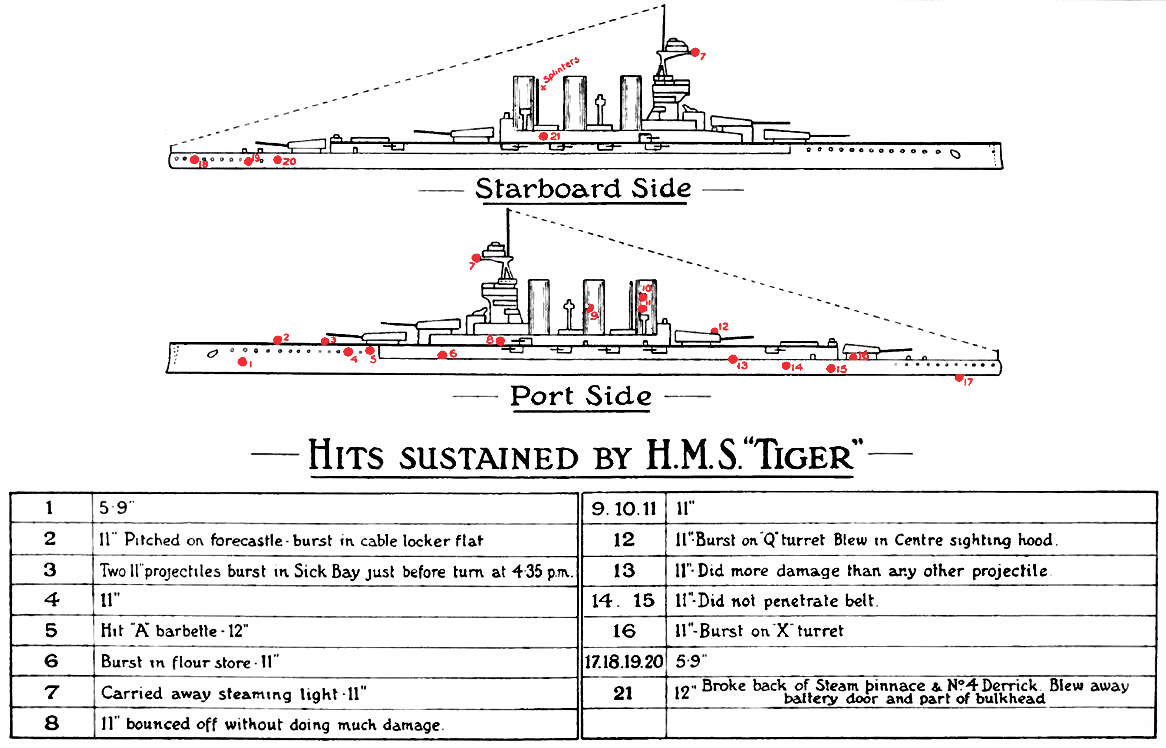
Một sơ đồ ban đầu, không thực sự tin cậy, trình bày vị trí các phát đạn pháo mà Tiger chịu đựng trong trận Jutland

Tiger và các tàu chiến-tuần dương còn lại đi đến Xưởng tàu Rosyth ở Scotland và sáng ngày 2 tháng 6. Nó được đưa vào ụ tàu ngay ngày hôm sau để sửa chữa, vốn diễn ra cho đến ngày 1 tháng 7, chiếc đầu tiên trong số các "Con mèo tráng lệ" được sửa chữa. Tiger bị bắn trúng tổng cộng 18 lần trong trận chiến, hầu hết là đạn pháo bắn từ Moltke; nó bị tổn thất 24 người thiệt mạng và 46 người khác bị thương. Chiếc tàu chiến-tuần dương đã bắn 303 quả đạn pháo từ dàn pháo chính trong trận đánh, ghi được một phát bắn trúng Moltke và hai phát trên chiếc von der Tann. Con tàu cũng bắn 136 quả đạn pháo 6 inch nhắm vào tàu tuần dương hạng nhẹ Wiesbaden và các tàu khu trục Đức.

### Các hoạt động tiếp theo

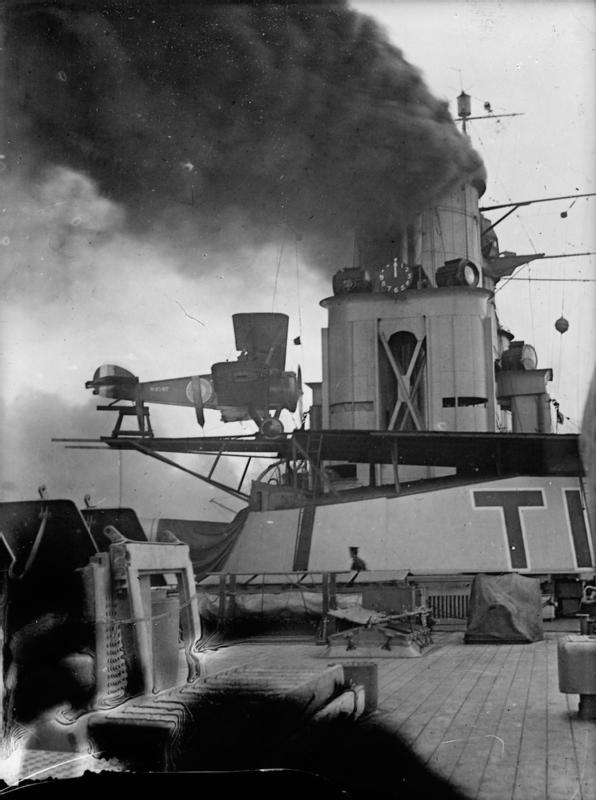
Thủy phi cơ Sopwith Camel sẵn sàng để được phóng từ tháp pháo 'Q'

Sau khi công việc sửa chữa hoàn tất, Tiger phục vụ tạm thời như là soái hạm của Hải đội Tàu chiến-Tuần dương một trong khi Lion được sửa chữa. Trong thời gian đó, vào chiều tối ngày 18 tháng 8, Hạm đội Grand ra khơi do một thông điệp được Phòng 40 giải mã cho biết Hạm đội Biển khơi Đức, thiếu mất Hải đội 2, sẽ rời cảng trong đêm đó. Mục tiêu của Đức là bắn phá Sunderland vào ngày 19 tháng 8, được trinh sát rộng rãi bởi khí cầu và tàu ngầm. Hạm đội Grand lên đường với 29 thiết giáp hạm dreadnought và sáu tàu chiến-tuần dương. Trong suốt ngày 19 tháng 8, Jellicoe và Scheer nhận được những tin tức tình báo mâu thuẫn với nhau, vốn đưa đến hậu quả là trên đường đi đến điểm gặp gỡ tại Bắc Hải, Hạm đội Grand chuyển hướng lên phía Bắc do tin tưởng sai lầm là đang tiến vào một bãi mìn trước khi quay lại hướng Nam. Riêng Scheer lại bẻ lái về hướng Đông Nam để săn đuổi cái mà ông tin là một hải đội chiến trận Anh đơn độc được một khí cầu Đức phát hiện, nhưng thực ra chỉ là Lực lượng Harwich dưới quyền Thiếu tướng Hải quân Reginald Tyrwhitt. Nhận ra sai lầm, phía Đức đổi hướng quay trở về cảng nhà. Tiếp xúc duy nhất giữa hai phía là vào lúc chiều tối khi Tyrwhitt nhìn thấy Hạm đội Biển khơi, nhưng không thể đi đến một vị thế tấn công thuận tiện trước khi trời tối, nên đã tách ra khỏi trận chiến. Cả hai hạm đội Anh và Đức đều quay trở về nhà, phía Anh bị mất hai tàu tuần dương do các cuộc tấn công bằng tàu ngầm còn phía Đức có một thiết giáp hạm dreadnought bị hư hại bởi ngư lôi.
Tiger trải qua một đợt tái trang bị kéo dài tại Rosyth từ ngày 10 tháng 11 năm 1916 đến 29 tháng 1 năm 1917, khi lớp vỏ giáp sàn tàu và nóc tháp pháo được tăng cường, cùng có thêm các máy đo tầm xa bổ sung trên tháp chỉ huy và trên phía sau tháp pháo 'X'. Con tàu có một giai đoạn bình yên cho phần thời gian còn lại của cuộc chiến tranh, tiến hành các cuộc tuần tra tại Bắc Hải trong khi Hạm đội Biển khơi Đức bị cấm không được liều lĩnh chịu đựng thêm thiệt hại nào khác. Nó đã hỗ trợ cho lực lượng hạng nhẹ Anh tham gia Trận Heligoland Bight thứ hai vào ngày 17 tháng 11 năm 1917, nhưng đã không lọt vào tầm bắn của bất kỳ lực lượng đối phương nào. Cùng năm đó, nó trải qua một đợt cải biến nhỏ khi một bệ phóng máy bay dành cho một thủy phi cơ Sopwith Camel được đặt trên tháp pháo 'Q', và một bệ đèn pha được bổ sung trên ống khói thứ ba. Nó còn trải qua một đợt nâng cấp khác sâu rộng hơn vào năm 1918, khi cột ăn-ten chính được chuyển sang phía trên, và một bệ quan sát thực tế hơn được thêm vào cột ăn-ten trước. Một số máy đó tầm xa cỡ ngắn được thay thế bằng kiểu dài hơn. Hậu quả của sự thay đổi về kiểu dáng đã bị các biên tập viên của Jane's Fighting Ships ấn bản 1919 chê bai, cho rằng Tiger "từng là một con tàu kiểu dáng đẹp đáng chú ý cho đến khi cách sắp xếp ghê gớm được áp dụng vào năm 1918."

### Phục vụ sau chiến tranh
Tiger tiếp tục phục vụ cùng với Hải quân Hoàng gia sau khi đạt được thỏa thuận Đình chiến với Đức. Vào năm 1919, một bệ phóng máy bay được bổ sung trên nóc tháp pháo 'B'. Nó bị tai nạn va chạm với thiết giáp hạm Royal Sovereign vào cuối năm 1920 khi nó được phân về Hạm đội Đại Tây Dương. Nó sống sót qua đợt cắt giảm các tàu chiến chủ lực cũ do những giới hạn của Hiệp ước Hải quân Washington, cho dù nó phải đưa về lực lượng dự bị vào ngày 22 tháng 8 năm 1921. Con tàu được tái trang bị vào tháng 3 năm 1922 với một máy đo tầm xa 25 foot (7,6 m) đặt trên tháp pháo 'X', cặp pháo phòng không 3 inch nguyên thủy được thay thế bằng bốn khẩu 4 inch (100 mm), và bệ phóng máy bay trên tháp pháo 'Q' được tháo dỡ. Vào ngày 14 tháng 2 năm 1924, nó được cho tái hoạt động trở lại và trở thành một tàu huấn luyện đi biển, một vai trò mà nó phục vụ trong suốt những năm 1920. Hoạt động đáng kể cuối cùng của nó là vào năm 1929, khi chiếc tàu chiến-tuần dương mới nhất của Hải quân Hoàng gia, chiếc Hood bất hạnh, vào ụ tàu cho một đợt tái trang bị. Trong khi Hood phải tạm ngưng hoạt động, Tiger quay trở lại hoạt động thường trực để duy trì đủ một lực lượng ba con tàu của Hải đội Tàu chiến-Tuần dương (thường bao gồm Hood và hai chiếc nhỏ hơn Renown và Repulse. Cho dù vào đầu những năm 1930, Tiger vẫn ở trong một tình trạng khá tốt và không phải là một con tàu quá lạc hậu, số phận của nó bị kết thúc do những thỏa thuận của Hiệp ước Hải quân London năm 1930, khi Tiger bị Bộ Hải quân Anh hy sinh như một phần của việc cắt giảm chung hạm đội thiết giáp hạm trên toàn thế giới. Dưới quyền chỉ huy của Đại tá Kenneth Dewar từ năm 1928 đến năm 1929, nó tiếp tục phục vụ cùng hạm đội với vị chỉ huy cuối cùng là Arthur Bedford cho đến khi Hood hoàn tất việc tái trang bị vào đầu năm 1931, lúc mà Tiger được rút khỏi hoạt động theo những điều khoản của Hiệp ước.
Tiger từ giã Hạm đội Đại Tây Dương vào ngày 30 tháng 3 năm 1931 tại Devonport. Nó ngừng hoạt động vào ngày 15 tháng 5 năm 1931 tại Rosyth trước khi được bán cho hãng T. W. Ward tại Inverkeithing để tháo dỡ vào tháng 2 năm 1932. Nó là chiếc tàu chiến chủ lực đốt than cuối cùng của Hải quân Hoàng gia.